# آویشن‌ماهی یالو
آویشن‌ماهی یالو (نام علمی: Thymallus yaluensis) نام یک گونه از سرده ماهی بلندباله است.